# Zhanggongmiao (köpinghuvudort i Kina, Hunan Sheng, lat 29,60, long 111,65)
Zhanggongmiao är en köpinghuvudort i Kina. Den ligger i provinsen Hunan, i den södra delen av landet, omkring 200 kilometer nordväst om provinshuvudstaden Changsha. Antalet invånare är 26 176. Befolkningen består av 13 484 kvinnor och 12 692 män. Barn under 15 år utgör 12,0 %, vuxna 15-64 år 72 %, och äldre över 65 år 14,0 %.
Runt Zhanggongmiao är det tätbefolkat, med 308 invånare per kvadratkilometer. Närmaste större samhälle är Xin'an, 15,1 km väster om Zhanggongmiao. Trakten runt Zhanggongmiao består till största delen av jordbruksmark.
Genomsnittlig årsnederbörd är 1 565 millimeter. Den regnigaste månaden är maj, med i genomsnitt 222 mm nederbörd, och den torraste är december, med 22 mm nederbörd.